# 電力工学
電力工学（、英: power engineering）とは、電力系統に関する工学分野を言う。

## 概要
単位時間あたりの電気エネルギーを電力（electric power）と呼ぶが、電力は貯蔵が難しいことから、電力の発生量と消費量は常に釣り合わせる必要がある。
電力の発生から消費までは、普通、発電、送電、変電、配電の四つに分類され、それらが相互に連携することで電力は安定的に供給される。このようなシステムを電力系統（electric power system）または電力システムと呼び、電力系統に関する工学を電力工学（power engineering）と呼ぶ。